# Nikólaos Mavragánis
Nikólaos Mavragánis (en grec Νικόλαος Μαυραγάνης) est un homme politique grec.

## Biographie
Aux élections législatives grecques de janvier 2015, il est élu député au Parlement grec sur la liste des Grecs indépendants dans la circonscription de l'Eubée.